# Philip Casnoff
Philip L. Casnoff (Philadelphia (Pennsylvania), 3 augustus 1949) is een Amerikaans acteur, filmregisseur en filmproducent

## Biografie
Casnoff heeft zijn high school doorlopen aan de Central High School in zijn geboorteplaats Philadelphia (Pennsylvania), en haalde in 1967 zijn diploma. Hierna haalde hij zijn bachelor of arts aan de Wesleyan universiteit in Middletown (Connecticut).
Casnoff begon met acteren in het theater, hij maakte in 1972 zijn debuut op Broadway met de musical Grease. Hierna speelde hij nog meerdere rollen op Broadway en off-Broadway.
Casnoff begon in 1978 met acteren voor televisie in de film Uchu kara no messeji. Hierna speelde hij nog meerdere rollen in films en televisieseries zoals The Edge of Night (1984), North and South (1985), One Life to Live (1990), Zoya (1995), How Stella Got Her Groove Back (1998), Strong Medicine (2000-2005) en Material Girls (2006).
Casnoff is ook actief als filmregisseur en filmproducent, als filmregisseur is hij verantwoordelijk voor twee afleveringen van de televisieserie Monk (2005-2006) en voor zeven afleveringen van de televisieserie Strong Medicine (2003-2005). Als filmproducent is hij verantwoordelijk voor de film Switchback (2010).
Casnoff is in 1984 getrouwd met Roxanne Hart en samen hebben ze twee kinderen. Hij woont nu met zijn gezin in Los Angeles.

## Filmografie[3]

### Films
Uitgezonderd korte films.
- 2023 Rachel Hendrix - als Jerry Rorty
- 2018 Garrow - als mr. Monrow
- 2017 The Post - als Chalmers Roberts
- 2015 Sight Unseen - als Rusty Sampson
- 2015 Ted 2 - als eigenaar Playstation
- 2013 Seks & Marriage - als Rosen
- 2011 Field of Vision – als Kenny McFarland
- 2010 Switchback – als Mr. Johnson
- 2008 Jane Doe: Eye of the Beholder – als Lance Saxon
- 2006 Material Girls – als Victor Marchetta
- 2002 The President's Man: A Line in the Sand – als Jack Stanton
- 2000 For All Time – als Al Glasser
- 2000 Kiss Tomorrow Goodbye – als Mackey
- 1998 The Defenders: Taking the First – als John Walker
- 1998 How Stella Got Her Groove Back – als Kennedy
- 1998 Tempting Fate – als Richard Davis
- 1998 Blood on Her Hands – als Richard Davis
- 1997 Little Girls in Pretty Boxes – als Greg Radkin
- 1996 Special Report: Journey to Mars – als Nick Van Pelt
- 1995 Zoya – als Simon Hirsch
- 1994 Temptation – als Michael Reddick
- 1994 Saints and Sinners – als detective Battaglia
- 1992 Sinatra – als Frank Sinatra
- 1992 Jersey Girl – als Mitchell
- 1991 Red Wind – als Charlie Lapidus
- 1991 Ironclads – als luitenant Guilford
- 1988 The Red Spider – als Patrick Shaunessy
- 1987 Hands of a Stranger– als Marty Loftus
- 1982 The Renegades – als danser
- 1980 You Better Watch Out – als Ricardo Bouma
- 1980 Gorp – als Bergman
- 1978 Uchu kara no messeji – als Aaron

### Televisieseries
Uitgezonderd eenmalige gastrollen.
- 2022 Manifest - als kapitein Ted Colvin - 2 afl.
- 2017 One Mississippi - als Ezra Weiss - 2 afl.
- 2013 Lucky 7 - als Charlie - 2 afl.
- 2011 – 2012 NCIS – als Sean Latham – 2 afl.
- 2009 - 2010 Dollhouse – als Clive Ambrose – 3 afl.
- 2000 – 2005 Strong Medicine – als dr. Robert Jackson – 108 afl.
- 1999 – 2000 Oz – als Nikolai Stanislofsky – 13 afl.
- 1995 Sisters – als Jack Chambers – 3 afl.
- 1994 – 1995 Under Suspicion – als rechercheur James Vitelli – 2 afl.
- 1994 Heaven & Hell: North & South, Book III – als Elkanah Bent – 3 afl.
- 1986 North and South, Book II – als Elkanah Bent – 6 afl.
- 1985 North and South – als Elkanah Bent – 6 afl.
- 1984 The Edge of Night – als Brian Murdock - 33 afl.
- 1979 - 1980 One Life to Live – als Jamie Rumson - 6 afl.

## Theaterwerk opBroadway[4]
- 1996 – heden Chicago – als Billy Flynn (understudy)
- 1990 – 1991 Shogun, the Musical – als John Blackthorne
- 1988 – 1989 The Devil's Disciple – als Richard Dudgeon (understudy)
- 1988 Chess – als Freddie
- 1976 Rockabye Hamlet – als Hamlet / Laertes
- 1972 – 1980 Grease – als Teen Angel (understudy)